# Propolis
Propolis je smolasta smjesa koju pčele prikupljaju s pupoljaka stabala, biljnih sokova ili drugih biljnih izvora. Koristi se kao sredstvo za brtvljenje neželjenih otvora na košnici.
Propolis je najistraživaniji pčelinji proizvod. Brojne studije pokazale su da djeluje protiv bakterija, gljivica, virusa i upala te da ima anestetički, antioksidacijski i antitumorski učinak, sprječava rast biljaka i klijanje sjemena, potiče regeneraciju tkiva i jača imunološki sustav. To je smolasta supstanca koju pojedine pčele radilice kada postanu izletnice (od 21 dana života) sakupljaju s pupoljaka i kore drveća, kao i drugih biljaka. Time se bavi samo mali broj pčela koje imaju u košnici tu odgovornu zadaću. Unosom u košnicu upotrebljavaju ga za izgradnju ulaza, zatvaranje pukotina i rupa i skladištenje odnosno "sterilizaciju" ćelija sača... Ime propolis prema pojedinim tumačenjima dobio je od grčke riječi "pro" - prije ili ispred i "polis"- grad, zbog upotrebe propolisa za izgradnju i regulaciju ulaza u košnicu dok drugi misle da nosi naziv prema riječi propoliso koja bi na grčkom ili latinskom značila zamazivati-zaglađivati.
Propolis kao naziv sada se koristi u skoro svim dijelovima svijeta. Propolis je kao lijek poznat još od antičkih vremena, Aristotel ga spominje u svojoj "Priči (govoru) životinja" i zaključuje da se može koristiti u liječenju kožnih povreda, rana i infekcija. Velika upotreba propolisa zabilježena je za vrijeme Burskih ratova u Južnoj Africi (1899. – 1902.), jer je pokazao odlične rezultate kod zacjeljivanja rana. O pčelama i medu hvalospjeve su pisali i Vergilije i Plinije Stariji, među ostalima. Ljekovitost meda i pčelinjih proizvoda bila je poznata i Arapima, te se tako i u Kuranu mogu naći dijelovi koji spominju med. Med se spominje i u Bibliji. Perzijanci su propolis koristili za razne osipe, upale kože, liječenje bolova u mišićima i reumatskih tegoba.

## Primjena
Preventivnom upotrebom propolis čuva zdravlje, ublažava tegobe u slučajevima gripe, različitih oblika viroza, upalnih procesa ždrijela i usne šupljine.
Korisiti se i preventivno, te u akutnim stanjima promuklosti, parodontoze, pojave afti te neugodnog zadaha usne šupljine.[nedostaje izvor]

## Sastav
Propolis je sačinjen od 55 % smole,  30 % voska, 10 % eteričnih ulja i 5 % peludi. Također sadrži vitamine A, B1, B2, B6, C i E, minerale poput željeza i cinka, te organske kiseline i enzime.

## Kemijski sastav
Kemijski sastav propolisa varira ovisno o biljnom podrijetlu i geografskom podneblju, no najčešći sastojci su: 
- Flavonoidi – bioaktivni spojevi[4]
- Fenolne kiseline – poput ferulinske kiseline[5]
- Minerali – kalcij, magnezij, cink i željezo[6]
- Smole i balzami – čine 40 – 60 % ukupnog sastava[7]

## Djelovanje
Posebnost propolisa je što bakterije na njega ne stvaraju otpornost i što nema štetnih popratnih pojava, što je mana sintetskih antibiotika. Uspješno suzbija viruse gripe i herpesa, a preventivno djeluje kod upale grla i paradentoze. Izuzetne rezultate postiže u liječenju infekcija, opeklina, otvorenih rana, te čireva probavnog sustava. Uklanja otekline kod zubobolje. Redovnom upotrebom jača obrambenu sposobnost imunološkog sustava. Mast od propolisa skraćuje trajanje groznice na usnama (HSV tip 1), a smanjuje i iritaciju i bol. Također koristi i kod pojave virusa herpesa (HSV tip 2) na genitalijama – neka su istraživanja pokazala da bolest brže prođe korištenjem masti od propolisa nego konvencionalnim metodama, tj. antivirusnim kremama s aciklovirom. U jednom je istraživanju u 97 od 110 pacijenata propolis polučio izvrsne rezultate u liječenju lišaja na koži.
Propolis se uglavnom smatra bezopasnim proizvodom bez nekih većih nuspojava. Jedina značajnija i dokumentirana nuspojava javlja se u vidu kontaktnog dermatitisa, tj. lokalizirane reakcije koja prolazi brzo nakon prestanka primjene propolisa. Smatra se da je kofeinska kiselina odgovorna za većinu tih alergija

## Skladištenje i čuvanje
Gotove tinkture i propolis kao sirovina čuvaju se i skladište na tamnom mjestu izvan sunčeve svjetlosti, ne iznad sobne temperature.

## Vanjske poveznice
1. ↑  Šuran, J.; Radić, B. 2023. First Proteome Analysis of Poplar-Type Propolis. Plant Foods for Human Nutrition. doi:10.1007/s11130-023-01127-w
2. ↑  Šuran, J.; Cepanec, I. 2021. Propolis Extract and Its Bioactive Compounds – From Traditional to Modern Extraction Technologies. Molecules. 26 (10): 2930. doi:10.3390/molecules26102930
3. ↑  Radic, B.; Radić, S. 2024. Anti-wrinkle efficacy of standardized phenolic acids polymer extract (PAPE) from propolis journal zahtijeva |journal= (pomoć)
4. ↑  Šuran, J.; Cepanec, I. 2021. Propolis Extract and Its Bioactive Compounds – From Traditional to Modern Extraction Technologies. Molecules. 26 (10): 2930. doi:10.3390/molecules26102930
5. ↑  Radic, B.; Radić, S. 2024. Anti-wrinkle efficacy of standardized phenolic acids polymer extract (PAPE) from propolis: implications for anti-aging and skin health journal zahtijeva |journal= (pomoć)
6. ↑  Propolis - koristi i svojstva. hedera.hr. Pristupljeno 12. lipnja 2024.
7. ↑  Propolis - koristi i svojstva. hedera.hr. Pristupljeno 12. lipnja 2024.

|  | Molimo pročitajte upozorenje o korištenju medicinskih informacija. Ne provodite liječenje bez savjetovanja s liječnikom! |